# Chlorophytum baturense
Chlorophytum baturense är en sparrisväxtart som beskrevs av Kurt Krause. Chlorophytum baturense ingår i släktet ampelliljor, och familjen sparrisväxter. Inga underarter finns listade i Catalogue of Life.